# Forgotten Tomb
Forgotten Tomb — італійський дсбм-гурт із П'яченци, що був заснований у 1999 році Фердінандо «Herr Morbid» Маркізіо як блек-метал-проєкт однієї людини.

## Історія
Гурт був заснований у 1999 році музикантом Фердінандо «Herr Morbid» Маркізіо як проєкт однієї людини після розпуску його попереднього блек-метал-гурту Sacrater. Ліричні теми ранніх альбомів гурту здебільшого обертаються навколо депресії та самогубства, тоді як лірика останніх альбомів стосується негативу та нігілізму.
Перший мініальбом Obscura Arcana Mortis (2000) був записаний Herr Morbid як сольний проєкт у 1999 році. Він був випущений наступного року у форматі CD через Treblinka Productions і обмежений тиражем 215 копій. 
Перший повноформатний альбом гурту, Songs to Leave, був випущений у 2002 році через Selbstmord Services, а також був записаний і спродюсований виключно Herr Morbid.
Наступний альбом, Springtime Depression (2003) — останній, який включав тільки Herr Morbid на всіх інструментах, був продовжений альбомом Love's Burial Ground (2004), який став першим альбомом, який містив повний склад у своєму записі. Обидва альбоми випущені на Adipocere Records.
У 2006 році гурт підписав контракт з Avantgarde Music і записав четвертий повноформатний альбом Negative Megalomania, що вийшов у січні 2007 року. У 2006 році вони також з'явилися на триб'ют-альбомі Katatonia December Songs: A Tribute to Katatonia, записавши кавер на пісню Nowhere.
Збірний альбом, Vol. 5: 1999–2009, який містить перезаписи класичних пісень і два повних кавер-версії Nirvana і Black Flag, був випущений 16 серпня 2010 року на Avantgarde Music.
Їхній п'ятий альбом Under Saturn Retrograde був випущений у квітні 2011 року на Agonia Records. Альбом …And Don't Deliver Us From Evil вийшов у жовтні 2012 року на Agonia Records, а перший сингл Deprived вийшов у вересні 2012 року.

## Дискографія

### Альбоми
- Songs to Leave (2002)
- Springtime Depression (2003)
- Love's Burial Ground (2004)
- Negative Megalomania (2007)
- Under Saturn Retrograde (2011)
- ...And Don't Deliver Us from Evil... (2012)
- Hurt Yourself and the Ones You Love (2015)
- We Owe You Nothing (2017)
- Nihilistic Estrangement (2020)
- Nightfloating (2024)

### Невеликі альбоми
- Obscura Arcana Mortis (2000)
- Deprived (2012)

### Інші релізи
- Tormenting Legends Part I (2003)
- December Songs - A Tribute To Katatonia (Katatonia кавер альбом, 2006)
- Vol 5: 1999–2009 (live, студійний збірний альбом, 2010)
- A Tribute to GG Allin – спліт Forgotten Tomb / Whiskey Ritual (2011)
- Darkness in Stereo: Eine Symphonie des Todes - Live in Germany (2014)

## Склад гурту

### Поточні учасники
- Ferdinando "Herr Morbid" Marchisio — гітари, вокал (1999 — сьогодні), все (1999—2003)
- Alessandro "Algol" Comerio — бас-гітара (2003 — тепер)
- Gianmarco "Asher" Rossi — ударні (2003 — теперішній час)

#### Колишні учасники
- Torment (справжнє ім’я невідоме) – бас-гітара (1999)
- Tiziano "Razor SK" Scassa — соло-гітари (2003—2011)
- Henrik "Nordvargr" Björkk – ефекти (2004—2008; сесія 2004)
- Andrea "A." Ponzon — соло-гітари (2011—2017)

### Сесійні музиканти
- Ted Wedebrand — барабани (2002—2003)